# Szkiń (przystanek kolejowy)
Szkiń (ros. Шкинь) – przystanek kolejowy w pobliżu miejscowości Szkiń, w rejonie kołomieńskim, w obwodzie moskiewskim, w Rosji. Położony jest na Wielkim Pierścieniu Kolei Moskiewskiej.